# Gwen Wakeling
Gwen Wakeling est une costumière américaine née le 3 mars 1901 à Détroit, comté de Michigan (États-Unis) et décédée le 16 juin 1982 à Los Angeles, Californie (États-Unis).

## Filmographie
- 1927 : Le Roi des rois (The King of Kings) de Cecil B. DeMille
- 1927 : A Harp in Hock
- 1927 : The Girl in the Pullman
- 1929 : Paris Bound d'Edward H. Griffith
- 1929 : The Racketeer de Howard Higgin
- 1929 : Rythmes rouges (Red Hot Rhythm) de Leo McCarey
- 1929 : Rich People
- 1929 : This Thing Called Love de Paul Ludwig Stein
- 1930 : The Grand Parade
- 1930 : Officer O'Brien
- 1930 : Swing High de Joseph Santley
- 1930 : Holiday d'Edward H. Griffith
- 1930 : Son homme (Her Man) de Tay Garnett
- 1930 : Big Money
- 1930 : Sin Takes a Holiday
- 1931 : Le Désert rouge (The Painted Desert)
- 1931 : Lonely Wives
- 1931 : Beyond Victory
- 1931 : Born to Love
- 1931 : The Common Law
- 1931 : Rebound
- 1931 : Devotion
- 1931 : The Big Gamble
- 1931 : The Tip-Off
- 1931 : Freighters of Destiny
- 1931 : Bad Company
- 1931 : Suicide Fleet (en)
- 1931 : The Big Shot
- 1931 : Suicide Fleet
- 1932 : Prestige
- 1932 : Gangsters de Broadway (Panama Flo), de Ralph Murphy
- 1932 : A Woman Commands
- 1932 : Lady with a Past
- 1932 : La Forêt en fête (Carnival Boat)
- 1933 : Nuits de Broadway (Broadway Through a Keyhole) de Lowell Sherman
- 1933 : Conseils aux cœurs brisés (Advice to the Lovelorn)
- 1933 : Femme d'honneur (Gallant Lady) de Gregory La Cava
- 1934 : La Maison des Rothschild (The House of Rothschild)
- 1934 : Tempête sur la ligne (Looking for Trouble) de William A. Wellman
- 1934 : The Last Gentleman
- 1934 : Born to Be Bad
- 1934 : Le Retour de Bulldog Drummond (Bulldog Drummond Strikes Back)
- 1934 : Les Amours de Cellini (The Affairs of Cellini)
- 1934 : Transatlantic Merry-Go-Round (en)
- 1934 : Le Comte de Monte-Cristo
- 1935 : L'Homme qui fait sauter la banque (The Man Who Broke the Bank at Monte Carlo) de Stephen Roberts
- 1935 : La Fille du rebelle (The Littlest Rebel) de David Butler
- 1936 : Les Chemins de la gloire (The Road to Glory)
- 1936 : King of Burlesque
- 1936 : Je n'ai pas tué Lincoln (The Prisoner of Shark Island)
- 1936 : C'était inévitable (It Had to Happen)
- 1936 : Le Médecin de campagne (The Country Doctor) de Henry King
- 1936 : Everybody's Old Man
- 1936 : Capitaine Janvier (Captain January)
- 1936 : Sous deux drapeaux (Under two flags)
- 1936 : Cargaison humaine (Human Cargo) d'Allan Dwan
- 1936 : Half Angel
- 1936 : Une certaine jeune fille (Private Number)
- 1936 : Pauvre Petite Fille riche (Poor Little Rich Girl) d'Irving Cummings
- 1936 : Dortoir de jeunes filles (Girls Dormitory) d'Irving Cummings
- 1936 : Ramona
- 1936 : Quatre Femmes à la recherche du bonheur (Ladies in Love)
- 1936 : Fossettes (Dimples)
- 1936 : Parade du football (Pigskin Parade) de David Butler
- 1936 : White Hunter
- 1936 : Saint-Louis Blues (Banjo on My Knee)
- 1937 : Sur l'avenue (On the Avenue) de Roy Del Ruth
- 1937 : Nancy Steele a disparu (Nancy Steele Is Missing!)
- 1937 : L'heure suprême (Seventh Heaven)
- 1937 : La Mascotte du régiment (Wee Willie Winkie)
- 1937 : Wake Up and Live
- 1937 : Aventure en Espagne (Love Under Fire)
- 1937 : Charmante Famille (Danger-Love at Work)
- 1937 : Jeux de dames (Wife, Doctor and Nurse)
- 1937 : Heidi
- 1937 : Nuits d'Arabie (Ali Baba Goes to Town)
- 1937 : J'ai deux maris (Second honeymoon)
- 1938 : La Baronne et son valet (The Baroness and the Butler)
- 1938 : Sally, Irene and Mary
- 1938 : Mam'zelle vedette (Rebecca of Sunnybrook Farm)
- 1938 : La Folle Parade (Alexander's Ragtime Band)
- 1938 : Le Proscrit (Kidnapped)
- 1938 : Trois Souris aveugles (Three Blind Mice) de William A. Seiter
- 1938 : Pour un million (I'll Give a Million) de Walter Lang
- 1938 : Little Miss Broadway
- 1938 : L'Île des angoisses (Gateway)
- 1938 : Un cheval sur les bras (Straight Place and Show) de David Butler
- 1938 : La Vie en rose (Just Around the Corner)
- 1938 : Patrouille en mer (Submarine Patrol)
- 1938 : Monsieur tout-le-monde (Thanks for Everything)
- 1938 : Kentucky
- 1939 : Tail Spin
- 1939 : Petite Princesse (The Little Princess) de Walter Lang
- 1939 : Le Chien des Baskerville (The Hound of the Baskervilles)
- 1939 : Le Retour de Cisco Kid (Return of the Cisco Kid) de Herbert I. Leeds
- 1939 : Le Gorille (The Gorilla) d'Allan Dwan
- 1939 : Susannah (Susannah of the Mounties)
- 1939 : Hôtel pour femmes (Hotel for women)
- 1939 : Les Aventures de Sherlock Holmes (The Adventures of Sherlock Holmes)
- 1939 : La Mousson (The Rains Came)
- 1939 : Sur la piste des Mohawks (Drums Along the Mohawk)
- 1940 : Il épouse sa femme (He Married His Wife)
- 1940 : L'Oiseau bleu
- 1940 : Les Raisins de la colère (The Grapes of Wrath)
- 1940 : Johnny Apollo
- 1940 : La Rançon de la gloire (Star Dust) de Walter Lang
- 1940 : L'Odyssée des Mormons (Brigham Young)
- 1940 : Jeunesse (Young People)
- 1941 : Suicide ou Crime (A Man Betrayed) de John H. Auer
- 1941 : Week-end à la Havane (Week-End in Havana)
- 1941 : Cinquième Bureau (International Lady) de Tim Whelan
- 1941 : Qu'elle était verte ma vallée (How Green Was My Valley)
- 1941 : Qui a tué Vicky Lynn? (I Wake Up Screaming)
- 1941 : L'étang tragique (Swamp Water)
- 1941 : Confirm or Deny
- 1941 : Rise and Shine
- 1942 : Le chevalier de la vengeance (Son of Fury: The Story of Benjamin Blake)
- 1942 : Filles des îles (Song of the Islands)
- 1942 : La Folle Histoire de Roxie Hart (Roxie Hart)
- 1942 : Les Rivages de Tripoli (To the Shores of Tripoli)
- 1942 : Rings on Her Fingers
- 1942 : La péniche de l'amour (Moontide)
- 1942 : Mon amie Sally (My Gal Sal)
- 1942 : Âmes rebelles (This Above All)
- 1942 : Six Destins (Tales of Manhattan)
- 1944 : La Reine de Broadway (Cover Girl)
- 1945 : La Forêt enchantée (The Enchanted Forest), de Lew Landers
- 1947 : Les Conquérants d'un nouveau monde (Unconquered)
- 1949 : Samson et Dalila (Samson and Delilah) de Cecil B. DeMille
- 1951 : Rudolph Valentino, le grand séducteur (Valentino)
- 1954 : Quatre Étranges Cavaliers (Silver Lode)
- 1954 : Écrit dans le ciel (The High and the Mighty) de William A. Wellman
- 1954 : La reine de la prairie (Cattle Queen of Montana)
- 1954 : Track of the Cat
- 1954 : Tornade (Passion)
- 1955 : Les Rubis du prince birman (Escape to Burma)
- 1955 : Les Perles sanglantes (Pearl of the South Pacific)
- 1955 : Le Bagarreur du Tennessee (Tennessee's Partner) d'Allan Dwan
- 1955 : L'Allée sanglante (Blood Alley)
- 1956 : L'Or et l'Amour (Great Day in the Morning)
- 1956 : Johnny Concho
- 1957 : Le Bord de la rivière (The River's Edge)
- 1958 : De la Terre à la Lune (From the Earth to the Moon)
- 1958 : Shirley Temple's Storybook (en) (série télévisée)
- 1959 : Bagarre au-dessus de l'Atlantique (Jet Over the Atlantic)
- 1961 : Abattez cet homme (Most Dangerous Man Alive) d'Allan Dwan
- 1965 : Jinny de mes rêves (I Dream of Jeannie) (série télévisée)
- 1966 : Une rousse qui porte bonheur (Frankie and Johnny) de Frederick de Cordova

## Crédit d'auteurs
- (en) Cet article est partiellement ou en totalité issu de l’article de Wikipédia en anglais intitulé « Gwen Wakeling » (voir la liste des auteurs).